# Nicola Fabrizi
Pour les articles homonymes, voir Fabrizi.
Nicolò Fabrizi, dit Nicola (Modène, 4 avril 1804 - Rome, 31 mars 1885), est un militaire, patriote et homme politique italien.

## Biographie
Fabrizi est le fils de l'avocat Ambrogio et de la noble ferraraise Barbara Piretti, et le frère aîné de Paolo, Carlo et Luigi. Sa famille paternelle serait originaire de Sassi. 
Il obtient un diplôme de notaire et étudie le droit à Modène. En février 1831, il prend part à l'insurrection de Ciro Menotti et, après que le duc ait été chassé, il est chargé de commander le régiment d'infanterie légère contre les Autrichiens. Vaincu, il est arrêté et emprisonné à Venise. Il est libéré l'année suivante et rapatrié à Marseille, où il entre en contact avec Giuseppe Mazzini et sa Giovine Italia. C'est là qu'il rencontre Luigi Orlando, un membre de la famille Orlando, et devient un ami et un compagnon dans de nombreuses batailles pour l'unification de l'Italie. Expulsé de France en 1834, il se réfugie en Suisse et participe à l'échec de l'expédition de Savoie en tant que capitaine. S'étant exilé en Espagne, il prend part à la guerre civile en Catalogne entre les Carlistes et les Cristins (de tendance libérale), ces derniers étant attachés à l'état-major du régiment des Cazadores de Porto

### Les révoltes en Sicile
Rappelé par les émeutes qui ont éclaté dans le sud-est de la Sicile en 1837 en raison d'une épidémie de choléra, il se rend à Malte et y fonde la Legione italica (Légion italienne), une organisation qui devait mener un mouvement de guérilla, établissant sa base opérationnelle dans le sud de l'Italie, loin de Mazzini. Fabrizi se concentre principalement sur la Sicile, où il établit un réseau dense de relations et de connexions jusqu'en 1841, tandis que Mazzini considère qu'il n'est pas judicieux d'intervenir de peur que les Siciliens ne fassent sécession du royaume des Deux-Siciles sans rejoindre le futur royaume d'Italie. En 1843, une insurrection qu'il a tentée en Romagne et dans les duchés échoue. Lorsque la révolution sicilienne éclate en 1848, il se rend à Messine où le gouvernement provisoire lui donne le grade de colonel (colonnello) mais bientôt, déçu par le choix monarchique de Ruggero Settimo et Vincenzo Fardella, il passe en Lombardie-Vénétie où il est colonel attaché à l'état-major du général napolitain Guglielmo Pepe et en 1849 il participe à la défense de Rome en luttant contre les Français et les Bourbons.
En 1853, il retourne à Malte où il a un échange littéraire étroit avec Rosolino Pilo et noue des relations avec un autre exilé sicilien Matteo Raeli. Ensemble, depuis l'île britannique en 1860, ils maintiennent le contact et organisé la révolte dans la Val di Noto.

### Avec Garibaldi
On connait son télégramme codé envoyé de Malte le 26 avril 1860 pour inciter Giuseppe Garibaldi à partir, l'informant de l'issue de la révolte de la Gancia. Après le débarquement des Mille, il arrive le 1er juin dans le sud-est de la Sicile avec un groupe d'exilés siciliens, forme le bataillon des "Cacciatori del Faro" (chasseurs de phares) de 300 hommes et rejoint les troupes de Garibaldi, combat à Milazzo et au siège de Messine, gagnant l'appréciation de Garibaldi. Le dictateur le promeut général d'armée et le nomme commandant militaire à Messine au début du mois d'août. À partir de la mi-septembre, il est ministre de la Guerre dans la dictature d'Antonio Mordini. Le 30 novembre, après avoir également démissionné de l'armée méridionale, il retourne à Malte et le fait qu'il n'ait pas été élu en janvier 1861 aux élections pour la Chambre des députés dans la circonscription d'Augusta dans les rangs de l'aile gauche l'en détache davantage.

### Député du royaume d'Italie
En décembre de la même année, il est finalement élu à la Chambre des députés dans la circonscription de Trapani. En 1862, il est brièvement arrêté parce qu'il est considéré comme responsable d'une tentative de révolution à Aspromonte.
Il est réélu député du royaume d'Italie pendant huit législatures, élu à Trapani, Messine puis Modène jusqu'à sa mort
Il combat à nouveau aux côtés de Garibaldi dans le Trentin, en 1866 en tant que chef d'état-major du corps des volontaires italiens et avec le grade de général lors de la bataille de Mentana en 1867.

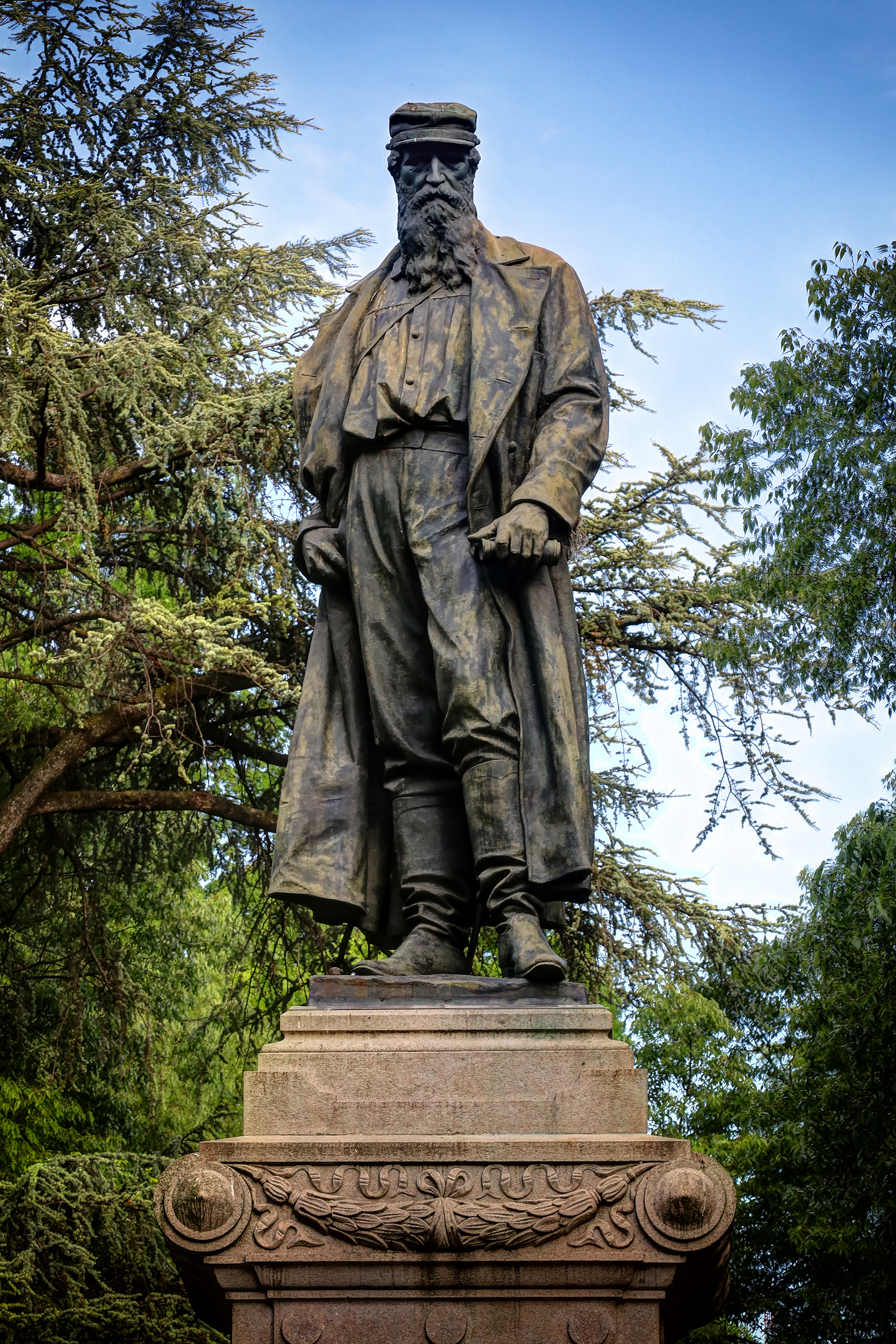
Monument à Nicola Fabrizi, Giardini Ducali, Modène, Italie

Franc-maçon, il est membre de la loge romaine « Propaganda massonica » du Grand Orient d'Italie, et de la loge Nicola Fabrizi de Modène, également du Grand Orient d'Italie, Palazzo Giustiniani, porte toujours son nom

## Hommages
.
Le monument qui lui est dédié dans sa Garfagnana natale[Quoi ?] est sculpté par Antonio Allegretti. Le monument est placé dans l'abri de la Rocca Ariostesca de Castelnuovo di Garfagnana en 1888 à la demande de la Società Operaia : l'inauguration a vu la participation, entre autres, du député Paolo Fabrizi (notre neveu), d'Antonio Mordini et de Menotti Garibaldi, qui a prononcé l'oraison.[pas clair][réf. nécessaire]

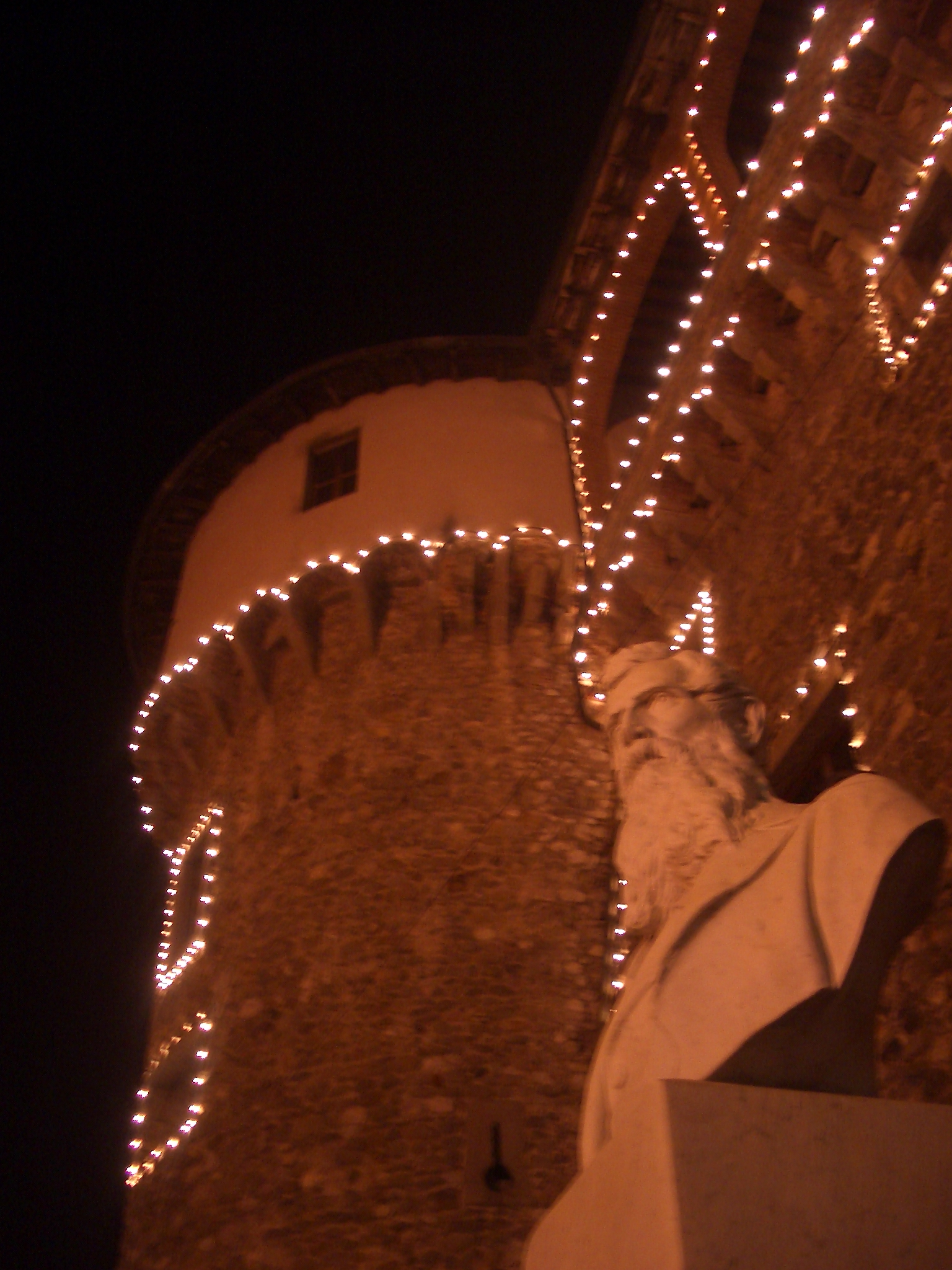
Monument au héros

Déplacé devant l'école secondaire après la Seconde Guerre mondiale, il est réinstallé à son emplacement d'origine en avril 2001.[réf. nécessaire]

### Plaque commémorative
Une plaque de marbre: a été placée dans un petit bâtiment de la Via Mancini, à Catane :
« (Catane) Dans cette maison en juin MDCCCLX a été un invité vénéré Nicola Fabrizi qui dans les conspirations, dans l'exil, parmi les armes, coopérant avec Mazzini et Garibaldi à la liberté et à la gloire de l'Italie, a donné des exemples mémorables de prudence vénitienne, de bravoure romaine, d'austérité spartiate. »
(Epigraphe de Mario Rapisardi)
« J'aime les hommes purs, mais je me méfie des puritains. »
(Extrait de la Nuova Antologia du 1er avril 1941 et attribué par le politicien Roberto Galli)